# Планине Донготона
Донготона (Dongotona Mountains) су планине које се налазе у вилајету Источна Екваторија у Јужном Судану. Највиши врх достиже висину од 2.625 метара. Део су планинског венца Иматонг. На планинама се налази неколико мањих насеља попут Логилока и Лобире. Предео је богат водом и рекама, нарочито у време кишне сезоне, па одавде отичу токови попут Кидепоа, Коса и др.